# Фердинанд Крістоф Етінґер
Фердинанд Крістоф Етінґер (18 лютого 1719 — 15 квітня 1772) — німецький лікар.
Він вивчав філософію в Тюбінґенському університеті та медицину в університетах Ляйпціґа та Галле, отримавши докторський ступінь в останньому в 1739 році. Пізніше він практикував медицину в Штутґарті та Ураху, а в 1760 році був призначений доцентом медицини в Тюбінґенському університеті. У 1762 році він став повним професором медицини в Тюбінґені.

## Опубліковані праці
- De belladonna tanquam specifico in cancro imprimis occulto, 1739 (під керівництвом Майкла Альберті), дипломна робота в Галле.
- Cinnabaris exul redux in pharmacopolium, 1760 (разом з Крістіаном Ґотлібом Ройсом).
- Problema practicum an achorum insitio, imitando variolarum insitionem, pro curandis pueritiae morbis rebellibus tuto tentari possit, 1762 (разом із Самуїлом Ґотлібом Ґмеліном).
- Dissertatio inavgvralis physico-medica, de vi corporvm organisatorvm assimilatrici, 1766 (разом з Вільгельмом Ґотфрідом Плуке, респондентом).
- Dissertatio inauguralis medica de antagonismo musculorum, 1767 (разом з Крістіаном Фрідріхом Єґером).
- Irritabilitatem vegetabilium in singulis plantarum partibus exploratam, ulterioribusque experimentis confirmatam, 1768 (з Йоганном Фрідріхом Ґмеліном, респондентом).
- Dissertatio inauguralis medica, de curis viperinis, 1768 (з Готлібом Конрадом Крістіаном Сторром, респондентом).
- Dissertatio medica de ortu dentium, et symptomatibus quae circa dentitionem infantum occurrunt, 1770 (з Вольфґанґом Генріхом Мозером, респондентом).